# Erythrolamprus breviceps
Espèce
Synonymes
- Liophis breviceps Cope, 1861
- Liophis canaima Roze, 1955
- Liophis breviceps canaima Roze, 1955
- Erythrolamprus breviceps canaima (Roze, 1955)

Erythrolamprus breviceps  est une espèce de serpents de la famille des Dipsadidae.

## Répartition
Cette espèce se rencontre :
- au Guyana ;
- en Guyane ;
- au Suriname ;
- au Brésil dans l’État du Pará ;
- en Colombie ;
- en Équateur ;
- au Pérou ;
- en Bolivie.

## Étymologie
Le nom de cette espèce vient du latin brevis, court, et de ceps, dérivé de caput, la tête, en référence à l'aspect de cette espèce.

## Publication originale
- Cope, 1860 : Catalogue of the Colubridae in the Museum of the Academy of Natural Sciences of Philadelphia, with notes and descriptions of new species. Part 2. Proceedings of the Academy of Natural Sciences of Philadelphia, vol. 12, p. 241-266 (texte intégral).